# 郭宏源
郭宏源（1966年12月31日—），印尼已退役羽球運動員，專攻雙打。郭宏源身材高大，攻擊力道強勁，在1980年代末期至1990年代中期，曾經贏得許多國際比賽的獎牌，其中大部分是男子雙打，但也有一些是混合雙打。

## 生涯
郭宏源曾在1994年及1996年兩度代表印尼國家隊贏得湯姆斯盃男子國際團體賽冠軍，並且在冠軍戰的出賽點均獲勝。他曾與里奇·蘇巴吉亞共同贏得在英格蘭伯明翰舉行的1993年世界羽毛球錦標賽男子雙打冠軍。然而，他大多數的國際比賽男子雙打獎牌是與另外兩位隊友洪忠中或邦邦·蘇普里昂托搭配。這些桂冠包括著名的全英公開賽（1992、1994）、 世界羽毛球大奬賽總決賽（1990、1993）、東南亞運動會羽毛球比賽（1991、1993），以及印尼（1989、1992、1995）, 荷蘭（1989、1991）、新加坡（1990）、 泰國（1991、1993）、中國（1993）、中華台北（1994）、美國（1995）等各國公開賽。
郭宏源曾與洪忠中共同奪得1992年巴塞隆納奧運會銀牌。他也曾與隊友共同贏得許多國際比賽混合雙打冠軍，包括印尼（1990、1993）、香港（1993）及波蘭（1993）等公開賽，以及3屆的羽毛球世界盃（1990、1991、1992）。

## 本名
郭宏源的印尼語本名為Gunawan，因為國際羽球總會要求選手參加國際賽需要登記名字與姓氏，而使用Rudy為其名。

## 外部連結
- JKI Hosana - Miracle Center
- rgministry.com
- 郭宏源在BWFBadminton.com（英语）
- 郭宏源在BWF.TournamentSoftware.com（英语）
- 郭宏源在Olympics.com（英语）
- 郭宏源在Olympedia（英语）